# Angraecum petterssonianum
Angraecum petterssonianum är en orkidéart som beskrevs av Daniel Geerinck. Angraecum petterssonianum ingår i släktet Angraecum och familjen orkidéer. Inga underarter finns listade i Catalogue of Life.